# Чемпионат Уругвая по футболу 1944
Примера А Уругвая по футболу 1944 года — очередной сезон лиги. Турнир проводился по двухкруговой системе в 18 туров. Все клубы из Монтевидео. Клуб, занявший последнее место, выбыл из лиги.

## Таблица
| №  | Клуб                 | И  | В  | Н | П  | Заб | Проп | Очки |
| 1  | Пеньяроль            | 18 | 12 | 3 | 3  | 41  | 21   | 27   |
| 2  | Насьональ            | 18 | 12 | 3 | 3  | 48  | 21   | 27   |
| 3  | Дефенсор             | 18 | 10 | 5 | 3  | 43  | 27   | 25   |
| 4  | Монтевидео Уондерерс | 18 | 7  | 5 | 6  | 32  | 31   | 19   |
| 5  | Сентраль             | 18 | 7  | 3 | 8  | 35  | 34   | 17   |
| 6  | Суд Америка          | 18 | 5  | 4 | 9  | 24  | 37   | 14   |
| 7  | Ливерпуль            | 18 | 5  | 3 | 10 | 22  | 30   | 13   |
| 8  | КА Ривер Плейт       | 18 | 6  | 1 | 11 | 29  | 43   | 13   |
| 9  | Мирамар              | 18 | 4  | 5 | 9  | 23  | 37   | 13   |
| 10 | Расинг               | 18 | 5  | 2 | 11 | 27  | 43   | 12   |

## Матчи за чемпионство
10 декабря: Пеньяроль-Насьональ 0:0 (после двух экстра-таймов по 30 минут)
17 декабря: Пеньяроль-Насьональ 3:2 (П.: Л. Прайс 37', О. Варела 59', Э. Видаль 68'; Н.: А. Гарсиа 25', 28')

## Матчи

### Тур 1
| Пеньяроль — Расинг 3:1           |
| Мирамар Мисьонес — Насьональ 3:2 |
| Ливерпуль — Сентраль 2:1         |
| Дефенсор — Ривер Плейт 3:2       |
| Уондерерс — Суд Америка 3:2      |

### Тур 2
| Насьональ — Ливерпуль 4:1        |
| Пеньяроль — Ривер Плейт 3:1      |
| Суд Америка — Расинг 2:0         |
| Сентраль — Дефенсор 2:0          |
| Уондерерс — Мирамар Мисьонес 1:1 |

### Тур 3
| Пеньяроль — Суд Америка 1:1      |
| Насьональ — Ривер Плейт 3:1      |
| Дефенсор — Расинг 1:0            |
| Сентраль — Уондерерс 1:1         |
| Мирамар Мисьонес — Ливерпуль 2:1 |

### Тур 4
| Ривер Плейт — Мирамар Мисьонес 3:2 |
| Дефенсор — Уондерерс 2:2           |
| Пеньяроль — Сентраль 5:1           |
| Ливерпуль — Суд Америка 3:1        |
| Насьональ — Расинг 7:0             |

### Тур 5
| Уондерерс — Ливерпуль 3:0       |
| Сентраль — Мирамар Мисьонес 3:1 |
| Расинг — Ривер Плейт 2:1        |
| Насьональ — Суд Америка 1:1     |
| Дефенсор — Пеньяроль 3:3        |

### Тур 6
| Насьональ — Сентраль 4:2      |
| Уондерерс — Пеньяроль 2:0     |
| Мирамар Мисьонес — Расинг 2:2 |
| Суд Америка — Ривер Плейт 2:0 |
| Дефенсор — Ливерпуль 2:1      |

### Тур 7
| Насьональ — Дефенсор 3:0           |
| Пеньяроль — Ливерпуль 4:2          |
| Уондерерс — Ривер Плейт 2:0        |
| Суд Америка — Мирамар Мисьонес 1:0 |
| Расинг — Сентраль 3:1              |

### Тур 8
| Уондерерс — Расинг 4:3          |
| Ривер Плейт — Ливерпуль 2:1     |
| Сентраль — Суд Америка 5:1      |
| Дефенсор — Мирамар Мисьонес 3:1 |
| Пеньяроль — Насьональ 2:0       |

### Тур 9
| Пеньяроль — Мирамар Мисьонес 8:4 |
| Уондерерс — Насьональ 2:2        |
| Дефенсор — Суд Америка 3:0       |
| Ливерпуль — Расинг 1:1           |
| Сентраль — Ривер Плейт 4:1       |

### Тур 10
| Расинг — Пеньяроль 1:0           |
| Насьональ — Мирамар Мисьонес 3:0 |
| Сентраль — Ливерпуль 2:0         |
| Дефенсор — Ривер Плейт 5:2       |
| Уондерерс — Суд Америка 1:1      |

### Тур 11
| Ливерпуль — Насьональ 2:0        |
| Пеньяроль — Ривер Плейт 2:1      |
| Суд Америка — Расинг 3:2         |
| Сентраль — Дефенсор 2:2          |
| Мирамар Мисьонес — Уондерерс 2:1 |

### Тур 12
| Пеньяроль — Суд Америка 1:0      |
| Насьональ — Ривер Плейт 5:1      |
| Дефенсор — Расинг 6:2            |
| Уондерерс — Сентраль 3:2         |
| Мирамар Мисьонес — Ливерпуль 1:0 |

### Тур 13
| Ривер Плейт — Мирамар Мисьонес 2:1 |
| Дефенсор — Уондерерс 4:2           |
| Пеньяроль — Сентраль 2:0           |
| Ливерпуль — Суд Америка 3:0        |
| Насьональ — Расинг 1:0             |

### Тур 14
| Ливерпуль — Уондерерс 2:1       |
| Сентраль — Мирамар Мисьонес 1:1 |
| Ривер Плейт — Расинг 2:1        |
| Насьональ — Суд Америка 4:1     |
| Дефенсор — Пеньяроль 2:0        |

### Тур 15
| Насьональ — Сентраль 2:1      |
| Пеньяроль — Уондерерс 1:0     |
| Расинг — Мирамар Мисьонес 2:1 |
| Ривер Плейт — Суд Америка 4:3 |
| Дефенсор — Ливерпуль 0:0      |

### Тур 16
| Насьональ — Дефенсор 2:1           |
| Пеньяроль — Ливерпуль 1:0          |
| Ривер Плейт — Уондерерс 3:0        |
| Суд Америка — Мирамар Мисьонес 0:0 |
| Сентраль — Расинг 4:2              |

### Тур 17
| Уондерерс — Расинг 3:2          |
| Ривер Плейт — Ливерпуль 2:2     |
| Суд Америка — Сентраль 3:1      |
| Дефенсор — Мирамар Мисьонес 1:1 |
| Пеньяроль — Насьональ 2:2       |

### Тур 18
| Пеньяроль — Мирамар Мисьонес 3:0 |
| Насьональ — Уондерерс 3:1        |
| Дефенсор — Суд Америка 5:2       |
| Расинг — Ливерпуль 3:1           |
| Сентраль — Ривер Плейт 2:1       |

## Рекорды турнира
- Самая крупная победа: Насьональ — Расинг 7:0 (4-й тур)
- Самый результативный матч: Пеньяроль — Мирамар Мисьонес 8:4 (9-й тур)